# Jenny Tranfield
Jenny Tranfield, née le 31 mars 1975 à Sheffield, est une joueuse professionnelle de squash représentant l'Angleterre. Elle atteint le 8e rang mondial en janvier 2005, son meilleur classement. Elle est championne d'Europe par équipes en 2003.

## Biographie
Jenny Tranfield obtient en 2002 un PhD en psychologie du sport à l'université de Loughborough. Elle se retire du circuit en 2005.

## Palmarès

### Titres
- Grasshopper Cup : 2000
- Championnat d'Europe par équipes : 2003

### Finales
- Monte-Carlo Squash Classic : 2004